# Lautenbachzell
Lautenbachzell (auch: Lautenbach-Zell) ist eine französische Gemeinde mit 963 Einwohnern (Stand 1. Januar 2022) im Département Haut-Rhin in der Region Grand Est (bis 2015 Elsass). Sie ist Mitglied der Communauté de communes de la Région de Guebwiller und liegt im Regionalen Naturpark Ballons des Vosges.

## Geografie
Die Gemeinde liegt im Tal der Lauch nahe dem Großen Belchen (fr: Grand Ballon). Zum Gemeindegebiet gehören die Ortsteile Sengern, Geffenthal, Haul, Muhlrain´, Traenck, Felsenbach, Schutzle, Güstiberg und Brestenberg. Die östliche Nachbargemeinde ist Lautenbach, getrennt durch das Flüsschen Lauch. In einem nördlichen Seitental auf der Höhe von Lautenbachzell liegt die Gemeinde Linthal.

## Geschichte
Bis zur Französischen Revolution gehörte der Ort zum Amt Gebweiler (Vogtei Gebweiler) der Fürstabtei Murbach, von 1871 bis zum Ende des Ersten Weltkrieges war Lautenbachzell Teil des Reichslandes Elsaß-Lothringen und des Deutschen Reichs und es war dem Kreis Gebweiler im Bezirk Oberelsaß zugeordnet.

## Bevölkerungsentwicklung
| Jahr      | 1910 | 1962 | 1968 | 1975 | 1982 | 1990 | 1999 | 2007 | 2017 |
| Einwohner | 1453 | 957  | 977  | 935  | 861  | 912  | 935  | 1017 | 955  |

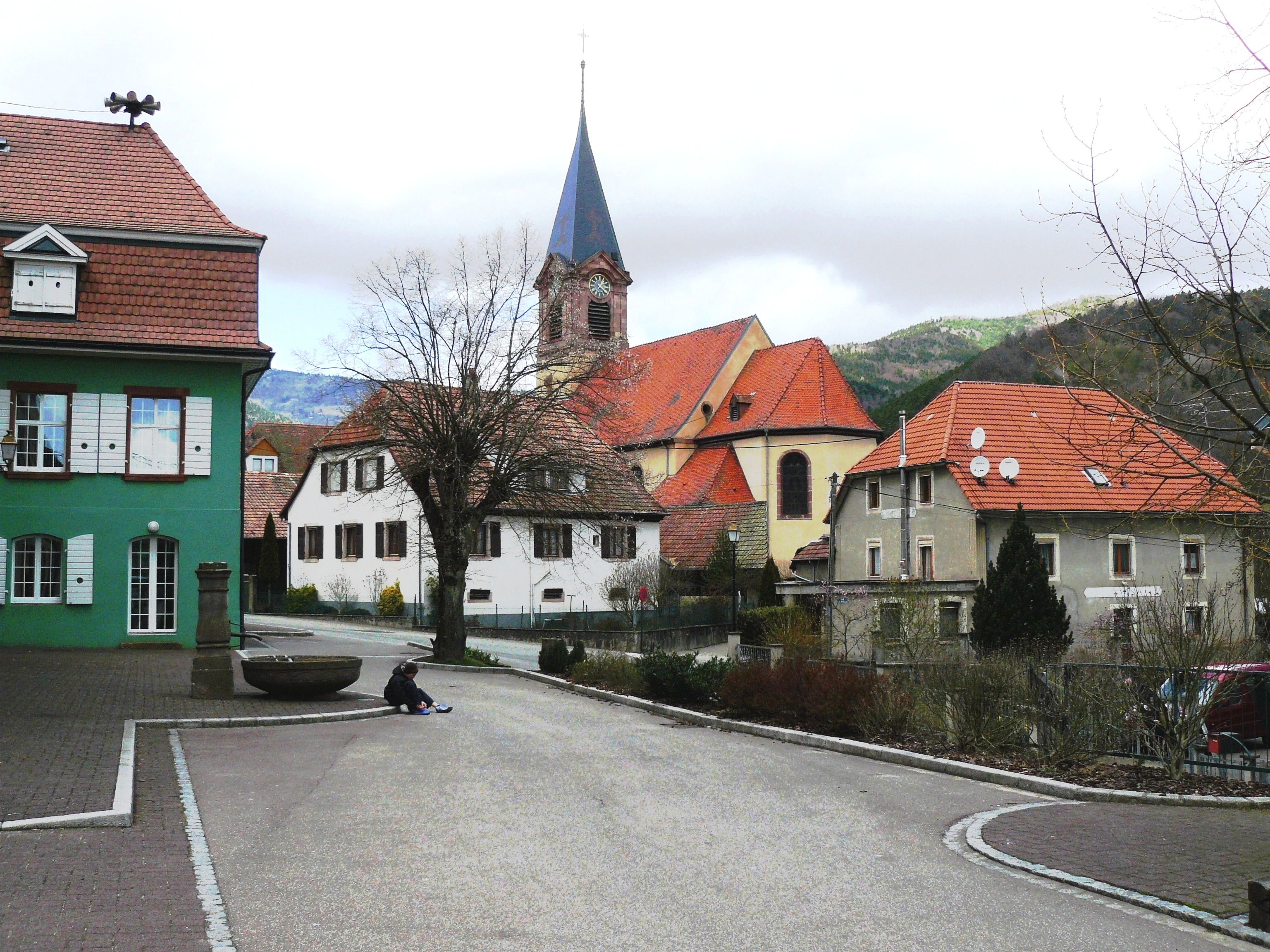
Ortsbild von Lautenbachzell, links das Rathaus
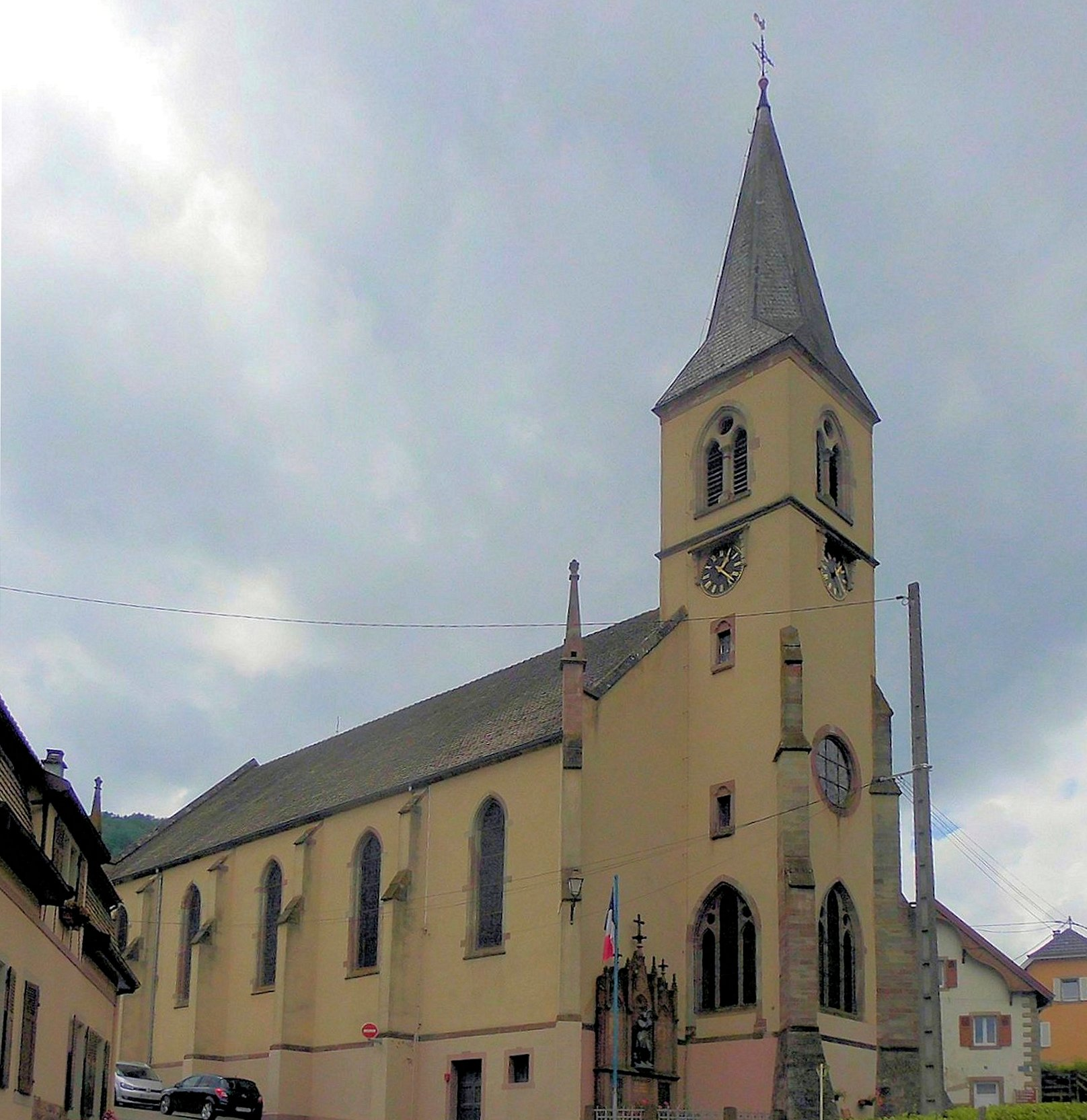
Kirche St. Nikolaus im Ortsteil Sengern

## Nachweise
1. ↑  Georges Bischoff: Recherches sur la puissance temporelle de l’abbaye de Murbach (1229–1525) = Publications de la Société Savant d’Alsace et des Régions de l’Est. Série recherches et documents XXII. Libraire Istra, Strasbourg 1975, S. 81, 129, 159.
2. 1 2  Gemeindeverzeichnis Deutschland 1900 – Kreis Gebweiler